# Как знать…
«Как знать…» (англ. How Do You Know?) — американская комедия 2010 года режиссёра Джеймса Брукса о непростом выборе спутника жизни. В главных ролях — Риз Уизерспун и Пол Радд. Последняя режиссёрская работа Джеймса Брукса и последняя роль в кино Джека Николсона (на настоящее время).

## Сюжет
Лиза не строит планы о семейной жизни. Она спортсменка и хочет играть за сборную США по софтболу. Всё меняется, когда Лизу выгоняют из команды и  ей предстоит найти путь в жизни. Она встречает сразу двоих мужчин: Мэтти и Джорджа. Ей предстоит выбрать, с кем из них она готова связать свою жизнь.  Мэтти, профессиональный спортсмен-бейсболист и настоящий плейбой. Болезненно честный Джордж Мэдисон был уволен за подозрения в должностных преступлениях, его бросила невеста и у него трудные отношения с отцом. Чарльзу Мэдисону предстоит разобраться с беременной секретаршей Энни.
Поначалу Лиза принимает приглашение Джорджа, но их первое свидание заканчивается катастрофой. Джордж слишком надоедает девушке своими проблемами. Лиза обращается к Мэтти и начинает встречаться с ним. У него роскошный дом и возможность пустить пыль в глаза девушке. Мэтти готов отдать ключи от своего особняка Лизе. Однако Лиза быстро замечает, что он слишком поверхностен и эгоистичен.
Лиза сбегает в скромную квартиру Джорджа. Даже роскошная вечеринка, устроенная Мэтти в честь дня рождения Лизы, не помогает, и она в итоге остается с Джорджем.

## В ролях
- Риз Уизерспун — Лиза Йоргенсен
- Оуэн Уилсон — Мэтти
- Пол Радд — Джордж Мэдисон
- Джек Николсон — Чарльз Мэдисон
- Кэтрин Хан — Энни
- Марк Линн-Бэйкер — Рон
- Ленни Венито — Эл
- Молли Прайс — Сэлли
- Уилл Блэгроув — партнёр Мэтти по команде

## Кастинг и съёмки
Фильм был снят по сценарию Джеймса Брукса, который также выступил в качестве режиссёра и сопродюсера. Предполагалось, что роль Чарлза исполнит Билл Мюррей, однако он от этой роли отказался и она была предложена Джеку Николсону. В производстве фильма участвовали кинокомпании Columbia Pictures, Gracie Films и Road Rebel. Съёмки фильма проходили с 1 марта по 23 октября 2009 года, съёмки — летом 2009 года в Филадельфии, Пенсильвании и Вашингтоне. Общий бюджет фильма составил 120 миллионов долларов, из которых 8 миллионов — гонорар Оуэна Уилсона.
В США премьера состоялась 13 декабря 2010 года. В России — 10 февраля 2011 года.